# Α-カテニン
α-カテニン（英: alpha-catenin）は、カドヘリンとアクチン細胞骨格とを連結する主要なタンパク質として機能する。アクチン結合タンパク質であるビンキュリンとα-アクチニンがα-カテニンに結合することが報告されている。α-カテニンは、アクチンフィラメントとE-カドヘリン/β-カテニン複合体の双方に同時に高親和性で結合することはないことが示唆されている。α-カテニンはβ-カテニンと複合体を形成していない場合には、二量体化してアクチンフィラメントを調節する機能を持つことが観察されており、おそらくArp2/3複合体と競合している。α-カテニンは大きな動的挙動を示す。α-カテニンのアミノ酸配列はビンキュリンの配列と類似している。

## 種類
ヒトでは3つのα-カテニン遺伝子が発現している。
- CTNNA1（英語版） — αE-カテニン（α1-カテニン）
- CTNNA2 — αN-カテニン（α2-カテニン）
- CTNNA3 — αT-カテニン（α3-カテニン）